# Иљушин Ил-28
Иљушин Ил-28  (НАТО назив Beagle / Mascot) је двомоторни совјетски бомбардер на млазни погон уведен у наоружање Совјетског ратног ваздухопловства 1950. године. То је био први совјетски тактички бомбардер на млазни погон који је био наоружан и нуклеарним оружјем. Поред Совјетског Савеза произвођен је још у Кини и Чехословачкој. У Кини је коришћен до 1990. године.

## Пројектовање и развој

### Историјат
Идејни пројект за средњи бомбардер је одобрен 12. јануара 1948. године и намењен је конструкционом бироу Тупољева. Иљушин дубоко уверен у ваљаност решења до којих је његов конструкцоини биро дошао развијајући први совјетски четворомоторни бомбардер на млазни погон Ил-22 као и искуству који је овај биро имао у току рата радећи на бомбардерима Ил-2, Ил-4, је одлучио да настави са израдом цртежа и прототипа Ил-28. Уједно са развојем техничког дела пројекта вођена је активност на решавању административних процедура тако да је тек 12. јуна 1948. године добијено одобрење од Савета министара, непуних месец дана пре првог пробног лета.
Први пробни лет Иљушина Ил-28 је обављен 8. јула 1948. године, и на фабричким тестовима показао добре резултате како у погледу статичке стабилности тако и на свим оперативним режимима летења, могао је да настави хоризонтални лет са отказом једног мотора, са нормалном полетном масом од 17 t, авион је користећи ракетне стартере полетео са писте дугачке 560 m. На висини од 5.000 m постигао је максималну брзину од 833 km/h, а на висини од 7.000 до 8.000 m је достигао М=0,79 Маховог броја.
Ил-28 са серијски произведеним моторима РД-45Ф је био готов 30. децембра 1948. године, а у периоду од фебруара до априла завршено је испитивање у Ваздухопловном институту где је добио позитивну оцену. Пошто су заједно са испитивањен Ил-28 вршена испитивања и бомбардера Ту-73 и Ту-78, било је јако тешко донети одлуку који од ових авиона пустити у серијску производњу тј. у наоружање ратног ваздухопловства Совјетског Савеза. Коначну одлуку је донео лично Стаљин определивши се за Ил-28 (резултати поређења су приказани у табели Карактеристике тактичких бомбардера на млазни погон а подебљаним словима су истакнуте боље карактеристике). Игром случаја 9. марта 1953. године када је цео Совјетски Савез одавао почаст свом државнику, над Москвом су били ниски облаци са кишом и снегом, у таквим метереолошким условима Ил-28 је био једини авион у Совјетском ратном ваздухопловству који могао да лети, па су ови авиони у ниском лету изнад Црвеног трга одали пошту човеку који је донео одлуку о почињању његове производње. Пре доношења одлуке о почињању производње Ил-28, Министарски савет је донео одлуку да се брзина авиона повећа на 900 km/h, инсталирањем јачих мотора ВК-1 потиска око 27 kN који је тада био у завршној фази развоја.

### Карактеристике тактичких бомбардера на млазни погон
| Карактеристика       | Тупољев Ту-12 (Ту-77) | Тупољев Ту-14 (Ту-81) | Иљушин Ил-28  |
| -------------------- | --------------------- | --------------------- | ------------- |
| Датум првог лета     | 27. јула 1947.        | 13. октобра 1949.     | 8. маја 1948. |
| Дужина               | 16,45 m                | 21,95 m                | 17,65         |
| Висина               | 4,13 m                 | 5,69 m                 | 6,70          |
| Размах крила         | 18,86 m                | 21,67 m                | 21,45         |
| Површина крила       | 48,30 m²                | 67,36 m²                | 60,80         |
| Маса празног авиона  | 8.993 kg                | 14.930 kg               | 12.890        |
| Максимална маса      | 15.720 kg               | 25.930 kg               | 23.200        |
| Врста мотора         | турбомлазни           | турбомлазни           | турбомлазни   |
| Мотори               | 2 × RR Nene           | 2 × БК-1              | 2 × БК-1      |
| Снага                | 2 × 22 kN               | 2 × 27                | 2 × 27        |
| Максимална брзина    | 783 km/h                  | 845 km/h                  | 906           |
| Плафон лета          | 11.370 m               | 11.300 m               | 12.500        |
| Радијус              | 1.000                 | 1.200                 | 1.200         |
| Брзина пењања        | 625 m/min                  |                       | 900           |
| Маса бомби / торпеда | 3.000                 | 3.000                 | 3.000         |

Производња авиона Ил-28 је одмах почела у фабрикама N° 30 у Москви, N° 64 у Вороњежу и N° 166 у Омску. Три месеца након одлуке Савета министара, тј. 8. августа 1949. године полетео је први авион Ил-28 са моторима ВК-1 и извршена додатна побољшања авиона на основу резултата испитивања. Коначне карактеристике Ил-28 су биле: Са нормалном полетном масом од 18,4 t, авион је на висини од 4.000 m постигао брзину од 906 km/h, а на висини од 11.000 m, достигнута је вредност М=0,81-0,82 Маховог броја, највећи опсег са 1.000 kg бомби и максималном полетном масом од 21 t, достигао је 2.455 km. На основу овога је већ у периоду август-септембар 1949. године почела серијска производња Ил-28 са моторима ВК-1. Захваљујући модерној технологији и једноставној конструкцији месечно се производило преко 100 примерака ових авиона. Пошто се ускоро појавила потреба за носачима атомског оружја, врло брзо и уз минималне адаптације, овај авион је претворен у носач нуклараног наоружања.

## Технички опис
Иљушин Ил-28 је био авион класичне конструкције какви су обично били бомбардери средњег домета развијени током Другог светског рата. Био је једнокрилни висококрилац, са крилима постављеним управно на осу трупа. Био је потпуно металне конструкције, труп му је био цилиндричног облика са застакљеним носом у кога је смештен навигатор-нишанџија. Кокпит пилота је постављен на горњем делу трупа авиона као код ловачких авиона и покривен је стакленом куполом. Испод крила су се налазили млазни мотори у чија кућишта су се увлачиле главни точкови стајног трапа. Кућишта мотора су изведена аеродинамичког облика тако да имају најмањи могући отпор. На крилима између мотора и трупа авиона су се налазила места са причвршчавање ракетних мотора на чврсто гориво (бустер) који су омогућавали полетање авиона са веома кратких писта. На крајевима крила су се могли причврстити одбациви (спољни) резервоари за гориво. Хоризонтални репни стабилизатори су направљени у облику стреластих крила. Стајни трап је био система трицикл, две ноге испод крила а трећа предња нога је смештена испод носа авиона, што омогућава пилоту бољу прегледност у фазама слетања и полетања авиона. Свака нога је имала удвојене точкове са нископритисним гумама које су омогућавале слетање и полетање авиона са лоше припремљених полетно слетних стаза.
Стражњи стрелац је смештен у кабину која се налази испод репног кормила правца у коју улази кроз врата постављена на боку репа авиона. За одбрану авиона из задње сфере на репу су била уграђена два аутоматска топа калибра 23mm. Сви чланови посаде су имали уређаје за аутоматско катапултирање.
Авион Ил-28 је био добро опремљен електронском опремом, имао је аутоматски пилот, уређаје за утврђивање смера, радарске висинометре, а навигатор-нишанџија је циљеве гађао оптичким нишаном или радарским у случајевима ниске видљивости.

## Варијанте авиона Ил-28
Постојале су четири основне варијанте авиона Уљушин Ил-28: 

основни бомбардер из кога су изведене подваријанте, јуришник и бомбардер дугог домета;

авион за обуку и преобуку пилота; 

извиђач из кога су изведене подваријанте електронско извиђање, против електронска дејства и ометање и испитивање атмосфере; 

поморски са варијантама торпедни и минополагач, и патролни против подморнички авион.
Ознаке свих варијанти авиона Ил-28 приказани су надаље:
- Ил-28 – основна производна верзија (троседи бомбардер)
- Ил-28A – варијанта бомбардера дугог домета носача нуклеарног оружја,
- Ил-28Р – извиђач,
- Ил-28РЕБ – варијанта авиона намењена електронском ратовању и ометању,
- Ил-28РТР – варијанта авиона намењена електронском извиђању,
- Ил-28Ц – варијанта авиона са стреластим крилима (прототип)
- Ил-28ЦХ - јуришни авион намењен за блиску подршку копненим снагама,
- Ил-28T – торпедни бомбардер,
- Ил-28У – авион двосед намењен обуци пилота (НАТО назив Mascot), на место нишанџије су уграђене дупле команде за инструктора,
- Ил-28ЛЛ - авион лабораторија намењена тестирању опреме,
- Ил-28ЗА – авион намењен за метереолошка испитивања,
- Х-5 – кинеска верзија основног авиона Ил-28,
- ХЈ-5 – кинеска верзија школског авиона Ил-28У,
- Б-228 – чехословачка верзија основног авиона Ил-28,
- ЦБ-228 – чехословачка верзија школског авиона Ил-28У,

## Наоружање
- 4 x 23mm топа, два фиксна са предње стране трупа са по 100 граната сваки и два на репу авиона покретљиви са по 225 граната по топу,
- од 1.000 до 3.000 kg. бомби, 12 x 100 kg; 8 x 250 kg; 4 x 500 kg; 1 x 1.500 kg; 1 x 3.000 kg;
- нуклеарно наоружање (без детаљних података) носи варијанта авиона Ил-28Н,
- 1 велики или 2 мања торпеда или мине или дубинске бомбе (наоружање поморског Ил-28Т)

## Оперативно коришћење
Посаду стандардног авиона бомбардера Ил-28 сачињава 3 чланова: пилот, нишанџија и стражњи стрелац. Направљено је укупно 6.731 примерак ових авиона. Ил-28 је био добар извозни посао за произвођаче ових авиона. Служио је у авијацијама преко 20-так земаља, пре свега у земљама Варшавског уговора, Блиског истока и Африке. Међу првима корисник овог авиона је био Египат, није чудо што су ови авиони (због свог офанзивног карактера) били први на мети израелског ваздухопловства у току Суецке кризе. Током интервенције совјетских трупа у Мађарској 1956. године коришћени су ови авиони за извиђање. Током 60-их година почиње постепено повлачење ових авиона из оперативне употребе али због својих практичних вредности користио се дуги низ година после тога, рецимо за вучу мета при гађању ПВА, патролирању, извиђању и сл. У совјетском ваздухопловству је коришћен све до 1980-их година.
Ил-28 је коришћен у Вијетнаму, током совјетске интервенције у Чехословачкој и Авганистану, кинеске интервенције у Тибету, свим арапско израелским ратовима до 1973. године и током кризе у Биафри. Производио се и користио у Кини где је летео до 1990-их година. Претпоставља се да се данас користи око 300 примерака ових авиона. Званично се зна да је једино Северна Кореја активни корисник Ил-28 и да у свом ваздухопловству има 80 примерака ових авиона.

## Земље које су користиле овај авион
| - Авганистан - Албанија - Алжир - Бугарска - Кина - Куба - Чехословачка - Финска - Источна Немачка - Египат - Мађарска - Индонезија | - Ирак - Јужни Јемен - Нигерија - Пакистан - Пољска - Румунија - Сомалија - Северна Кореја - СССР - Сирија - Вијетнам |

## Преглед Иљушинових борбених авиона развијених на бази Ил-28
| Карактеристика        | Ил-28 (1946)    | Ил-30 (1949) | Ил-46 (1952) | Ил-54 (1954) |
| --------------------- | --------------- | ------------ | ------------ | ------------ |
| Статус                | оперативан      | прототип     | прототип     | прототип     |
| Дужина                | 17,65           | 18,70 m       | 24,50 m       | 28,96        |
| Висина                | 6,7 m            | -            | 4,78 m        | 7,90         |
| Размах крила          | 21,45           | 16,50 m       | 29,00 m       | 17,65        |
| Површина крила        | 60,80           | 100,00 m²      | 105,00 m²      | 84,60        |
| Тежина празног авиона | 12.890          | 22.967 kg      | 26.300 kg      | 24.000       |
| Максимална тежина     | 23.200          | 37.552 kg      | 52.425 kg      | 41.600       |
| Мотори                | 2 × Климов ВК-1 | 2 × ТП-3     | 2 × АЛ-5     | 2 × АЛ-7Ф    |
| Потисак               | 2 × 26,5 kN     | 2 × 46 kN    | 2 × 49,05 kN | 2 × 100 kN   |
| Максимална брзина     | 906             | 1.000        | 928 km/h         | 1.250        |
| Плафон лета           | 12.500          | 13.000 m      | 12.700 m      | 14.000       |
| Долет                 | 2.400 km          | 3.500 km       | 4.845 km       | 3.000        |
| Брзина пењања         | 900             | -            | 735 m/min         | -            |
| Тежина бомби          | 3.000           | 4.000 kg       | 6000 kg        | 5.000        |
| Врста Крила           | управна         | коса         | управна      | коса         |

### Ил-30
Пројект авиона Иљушин Ил-30 је отпочет 21. јуна 1948. пре него што је полетео Ил-28. Захтев за нови авион је био бомбардер носивости 2.000 kg, долет 3.500 km, и максимална брзина преко 1.000 km/h. Предвиђено је да авион има стреласта крила (косо постављена у односу на труп) танког профила која ће омогућити авиону постизање већих брзина. Стајни трап је система бицикл тј. има две ослоне ноге испод трупа авиона, а на свакој нози има удвојене (близанци) точкове. Испод гондола мотора се при слетању избацију помоће ноге са точком знатно мањих димензија које служе за ослањање авиона кад слети. Ово је био први Совјетски авион са оваквим стајним трапом. Авион је био наоружан са 6 топова од 23 mm, два фиксна у носу трупа авиона, два топа су постављена у куполи одмах из кокпита пилота а трећи пар топова је као код Ил-28 била смештена у репу авиона. Поред топова који су превасходно били намењени за одбрану авиона Ил-30 је могао да понесе око 4.000 kg бомби или других убојних средстава. Прототип је био завршен до августа 1949. године али први пробни лет је одложен јер је ривал Ту-82 са сличним крилима имао инцидент па су се морала прецизно утврдити носивост оваквих крила. С обзиром да су у то време стручњаци ОКБ Иљушин били ангажовани на увођењу авиона Ил-28 у наоружање ратног ваздухопловства опао је ентузијазам везан за авион Ил-30 тако да до пробног лета никада није дошло.

### Ил-46
Авион Иљушин Ил-46 је тактички бобмбардер направљен 1952. године. Пројектоване су две верзије овог авиона Ил-46 са управним крилима (у односу на труп авиона) и Ил-46С са стреластим крилима (коса крила у односу на труп авиона). Изведена је само прва варијанта Ил-46, пошто су коса крила тада била на детаљној провери. Прототип је полетео 3. марта 1952. године. Конструкција авиона је била истоветна као и Ил-28, само што је у односу на њега имао већи труп, крила и моторе. Серијска производња овог авиона није одобрена јер је његов такмац Ту-16 имао боље перформансе.

### Ил-54
Ил-54 (НАТО назив Blowlamp) је трансонични средњи двомоторни бомбардер пројектован и произведен у ОКБ Иљушин 1955. године. Први лет је обављен 3. априла 1955. и до јула је био на фабричком тестирању а затим је предат државној комисији за испитивање авиона. За разлику од својих претходника Ил-28, Ил-46 имао је танка коса крила нагнута у односу на труп под углом од 45° слично претходнику Ил-30 (који није тестиран у лету). Пошто тако танка крила нису могла да прихвате стајни трап он је изведен као код Ил-30 систем „бицикл“ (главни точкови-близанци се увлаче у труп и налазе један иза другог) а помоћни знатно мањи се налазе на крајевима крила. Овакав стајни трап није могао да обезбеди довољну стабилност при слетању овако брзом и тешком авиону. Два мотора АЛ-7 су била причвршћена на гондолама испод крила. Након завршених испитивања овај авион није ушао у серијску производњу јер су предност добили авиони Јак-26 и Јак-28. Ил-54 је произведен у 2 прототипска примерка.